# ویکتوریا سیکرت
ویکتوریا سیکرت (به انگلیسی: Victoria's Secret) خرده‌فروش لباس‌زیر زنانه، پوشاک و لوازم آرایشی آمریکایی است که در سال ۱۹۷۷ توسط یک دانشجوی استنفورد و همسرش، روی و گی ریموند تأسیس شد. پنج فروشگاه لباس‌زیر زنانه این شرکت در سال ۱۹۸۲ به لس وکسنر فروخته شد.
وکسنر به سرعت فعالیتش را گسترش داد و شعبه‌هایی در مراکز خرید آمریکا افتتاح کرد و تعداد شعب شرکت را به ۳۵۰ فروشگاه در سطح کشور با فروش ۱ میلیارد دلاری در اوایل دهه ۱۹۹۰ تبدیل کرد، در آن زمان ویکتوریا سیکرت به بزرگ‌ترین خرده‌فروش لباس‌زیر در ایالات متحده تبدیل شد.
از سال ۱۹۹۵ تا ۲۰۱۸، فشن شوی ویکتوریا سیکرت بخش عمده‌ای از تصویر این برند بود، که شامل یک نمایش سالانه مد مدل‌هایی بود که توسط این شرکت به عنوان فرشتگان فانتزی تبلیغ می‌شد. دهه ۱۹۹۰ شاهد گسترش بیشتر شرکت در سراسر مراکز خرید، همراه با معرفی «سوتین معجزه‌آسا»، برند جدید بادی توسط ویکتوریا و راه‌اندازی خط تولید عطر و لوازم آرایشی بود. در سال ۲۰۰۲، ویکتوریا سیکرت راه اندازی پینک را اعلام کرد، برندی که مخاطب هدف آن نوجوانان و زنان جوان بود. از سال ۲۰۰۸، ویکتوریا سیکرت در سطح بین‌المللی گسترش یافت، با فروشگاه‌های خرده‌فروشی در فرودگاه‌های بین‌المللی، حق امتیاز در شهرهای بزرگ خارج از کشور، و فروشگاه‌های متعلق به شرکت در سراسر کانادا و بریتانیا.
در سال ۲۰۱۶، سهم بازار ویکتوریا سیکرت به دلیل رقابت با سایر برندها که طیف وسیع‌تری از در بر می‌گرفتند، شروع به کاهش کرد. این شرکت در سال ۲۰۱۶ توزیع کاتالوگ خود را لغو کرد. این برند به دنبال انتقادات و جنجال‌هایی که در مورد رفتار نامطلوب و شیوه‌های تجاری رهبری شرکت تحت مدیریت وکسنر و اد رازک وجود داشت، برای حفظ موقعیت خود در بازار تلاش کرد. ۲۰ می‌ماه ۲۰۲۰ ویکتوریا سیکرت با بیش از ۱۰۷۰ فروشگاه، بزرگ‌ترین خرده فروش لباس‌زیر زنانه در ایالات متحده باقی ماند.

## تاریخچه

### ۱۹۷۷–۱۹۸۱
ویکتوریا سیکرت توسط روی ریموند و همسرش گی ریموند تأسیس شد در ۱۲ ژوئن ۱۹۷۷. اولین فروشگاه در مرکز خرید استنفورد در پالو آلتو، کالیفرنیا افتتاح شد. سال‌ها قبل، ریموند هنگام خرید لباس زیر برای همسرش در یک فروشگاه بزرگ خجالت کشید. نیوزویک از روی ریموند گزارش داد: «هنگامی که سعی کردم لباس زیر زنانه برای همسرم بخرم، با قفسه‌هایی از روپوش‌های پارچه ای و لباس شب زشت و نایلون با چاپ گل روبرو شدم و همیشه این احساس را داشتم که فروشندگان فروشگاه‌های بزرگ فکر می‌کنند که من ناخواسته ام متجاوز.» طبق گزارش‌ها، ریموند هشت سال آینده را به مطالعه بازار لباس زیر پرداخت.
در آن زمان که ریموندها ویکتوریا سیکرت را تأسیس کردند، بازار لباس زیر در آمریکا تحت سلطه اقلام عملی Fruit of the Loom , Hanes و Jockey بود که اغلب در بسته‌های سه تایی در فروشگاه‌های بزرگ به فروش می‌رسید، در حالی که لباس زیر برای موارد خاص مانند ماه عسل یکی. محصولات در نظر گرفته شده برای طاقچه‌ها، وسایل لباس زیر (مانند آنتن‌های توری و سوتین‌های فشار بالا) فقط در مغازه‌های مخصوصی مانند فردریک از هالیوود یافت می‌شود که در کنار «گرازهای پر و لباس دزدان دریایی تحریک آمیز» واقع شده است. در سال ۱۹۷۷، ریموند برای تأسیس ویکتوریا سیکرت ۴۰٬۰۰۰ دلار از خانواده و ۴۰٬۰۰۰ دلار از بانک وام گرفت: فروشگاهی که مردان در آن از خرید لباس زیر راحت بودند. این فروشگاه با اشاره به ملکه ویکتوریا و پالایش مربوط به دوران ویکتوریا نامگذاری شد، در حالی که «راز» زیر لباس پنهان شده بود.
ویکتوریا سیکرت در اولین سال تجارت خود ۵۰۰۰۰۰ دلار درآمد کسب کرد، به اندازه کافی برای تأمین هزینه توسعه از یک دفتر مرکزی و انبار به چهار مکان فروشگاه جدید و یک عملیات سفارش پست. فروشگاه چهارم که در سال ۱۹۸۲ در خیابان 395 Sutter Street اضافه شد، تا سال ۱۹۹۰ در آن مکان فعالیت می‌کرد، زمانی که به جبهه بزرگتر خیابان پاول واقع در Westin St. Francis منتقل شد.
در آوریل ۱۹۸۲، ریموند دوازدهمین کاتالوگ خود را با هزینه ۳ دلار (معادل ۷٫۹۵ دلار در سال ۲۰۱۹) برای مشتریان ارسال کرد. فروش کاتالوگ ۵۵٪ از فروش ۷ میلیون دلاری سالانه شرکت را در آن سال به خود اختصاص داد. ویکتوریا سیکرت در این زمان یک بازیگر جزئی در بازار لباس زیر بود، و تجارت او را «بورلسک بیشتر از خیابان اصلی» توصیف کرد.

### ۱۹۸۲–۱۹۹۰
در سال ۱۹۸۲، ویکتوریا سیکرت به ۵ فروشگاه، یک کاتالوگ ۴۰ صفحه ای رشد کرده بود و سالانه ۶ میلیون دلار درآمد داشت. ریموند این شرکت را به قیمت ۱ میلیون دلار به Les Wexner، خالق Limited Stores Inc از کلمبوس، اوهایو فروخت. در سال ۱۹۸۳، وکسنر مدل فروش ویکتوریا سیکرت را به سمت تمرکز بیشتر بر مشتریان زن تغییر داد. ویکتوریا سیکرت به یک تکیه گاه اصلی تبدیل شد که زیرپوشهای کاملاً پذیرفته شده را با «رنگ‌ها، الگوها و سبک‌های جدیدی که نوید می‌داد جنسیت بسته‌بندی شده به روشی سلیقه‌ای، پر زرق و برق و با جذابیت هولناک تجمل‌گرایی اروپایی» می‌فروخت، خریداران زن بود. برای پیشبرد این تصویر، کاتالوگ ویکتوریا سیکرت همان روشی را آغاز کرد که ریموند آغاز کرده بود: لیست دفتر مرکزی شرکت در کاتالوگ‌ها در آدرس جعلی لندن، با دفتر مرکزی در کلمبوس، اوهایو. فروشگاه‌ها برای برانگیختن انگلستان در قرن نوزدهم دوباره طراحی شدند.

## فرشتگان ویکتوریا سیکرت
ویکتوریا سیکرت فعالیتش را در اوایل دهه ۱۹۹۰ میلادی، با استخدام مدل‌های مشهور همچون استفانی سیمور، کارین مولدر و یاسمین غوری آغاز کرد. این مدل‌های تجاری کمک کردند تا ویکتوریا سیکرت به زودی و به اندازه کافی در آگهی‌های بازرگانی تلویزیونی برجسته شد.
فرشتگان یکی از خطوط تولید لباس زیر زنانه ویکتوریا سیکرت است که در سال ۱۹۹۷ میلادی با همکاری تجاری هلنا کریستنسن، کارین مولدر، دانیلا پشتووا، استفانی سیمور، تایرا بنکس و همچنین ستاره راک تام جونز راه اندازی شد.

## بخش‌های عملیاتی
برند ویکتوریا سیکرت به سه بخش تقسیم شده است: «فروشگاه‌های ویکتوریا سیکرت» (مکان‌های فیزیکی)، «ویکتوریا سیکرت دایرکت» (عملیات آنلاین و کاتالوگی) و «ویکتوریا سیکرت بیوتی» (محصولات حمام و آرایشی). این تغییر در سال ۲۰۱۶ توسط وکسنر انجام شد تا «تمرکز بر کسب‌وکار اصلی» مجدداً برقرار شود و نیاز بود که هر بخش دارای مدیر عامل مستقل خود باشد.
| نام                   | ملیت                       | مدت قرارداد | به کارگماری | نمایش عمومی                      | نکات     |
| --------------------- | -------------------------- | ----------- | ----------- | -------------------------------- | -------- |
| استفانی سیمور         | آمریکا                     | ۱۹۹۷–۲۰۰۰   | ۱۹۹۲        | ۱۹۹۵–۲۰۰۰                        | [ nb ۲ ] |
| هلنا کریستنسن         | دانمارک                    | ۱۹۹۷–۱۹۹۸   | ۱۹۹۶        | ۱۹۹۶–۱۹۹۷                        |          |
| کارین مولدر           | هلند                       | ۱۹۹۷–۲۰۰۰   | ۱۹۹۲        | ۱۹۹۶–۲۰۰۰                        |          |
| دانیلا پشتووا         | جمهوری چک                  | ۱۹۹۷–۲۰۰۲   | ۱۹۹۶        | ۱۹۹۸–۲۰۰۱                        |          |
| تایرا بنکس            | آمریکا                     | ۱۹۹۷–۲۰۰۵   | ۱۹۹۶        | ۱۹۹۶–۲۰۰۵                        |          |
| یاسمین غوری           | کانادا                     | ۱۹۹۸        | ۱۹۹۲        | ۱۹۹۶–۱۹۹۷                        |          |
| اینس ریورو            | آرژانتین                   | ۱۹۹۸–۱۹۹۹   | ۱۹۹۸        | ۱۹۹۸–۲۰۰۱                        |          |
| لتیسیا کاستا          | فرانسه                     | ۱۹۹۸–۲۰۰۲   | ۱۹۹۷        | ۱۹۹۷–۲۰۰۰                        |          |
| هایدی کلوم            | آلمان/ آمریکا              | ۱۹۹۹–۲۰۱۰   | ۱۹۹۷        | ۱۹۹۷–۲۰۰۹                        | [ nb ۳ ] |
| ژیزلی بینچنی          | برزیل                      | ۲۰۰۰–۲۰۰۷   | ۱۹۹۹        | ۱۹۹۹–۲۰۰۶                        |          |
| آدریانا لیما          | برزیل                      | ۲۰۰۰–۲۰۱۸   | ۱۹۹۹        | ۱۹۹۹–۲۰۰۸، ۲۰۱۰–اکنون            |          |
| الساندرا آمبروزیو     | برزیل                      | ۲۰۰۴–۲۰۱۷   | ۲۰۰۰        | ۲۰۰۰–۲۰۱۷                        |          |
| کارولینا کورکووا      | جمهوری چک                  | ۲۰۰۵–۲۰۰۸   | ۲۰۰۰        | ۲۰۰۰–۲۰۰۸، ۲۰۱۰                  |          |
| سلیتا ایبنکس          | جزایر کیمن                 | ۲۰۰۵–۲۰۰۹   | ۲۰۰۴        | ۲۰۰۵–۲۰۱۰                        |          |
| ایزابل گولار          | برزیل                      | ۲۰۰۵–۲۰۰۸   | ۲۰۰۴        | ۲۰۰۵–اکنون                       |          |
| ماریسا میلر           | آمریکا                     | ۲۰۰۷–۲۰۱۰   | ۲۰۰۲        | ۲۰۰۷–۲۰۰۹                        |          |
| میراندا کر            | استرالیا                   | ۲۰۰۷–۲۰۱۳   | ۲۰۰۵        | ۲۰۰۶–۲۰۰۹، ۲۰۱۱–۲۰۱۲             |          |
| داوتسن کروس           | هلند                       | ۲۰۰۸–۲۰۱۴   | ۲۰۰۴        | ۲۰۰۵–۲۰۰۶، ۲۰۰۸–۲۰۰۹، ۲۰۱۱–اکنون |          |
| بهاتی پرینسلو         | نامیبیا                    | ۲۰۰۹–۲۰۱۹   | ۲۰۰۷        | ۲۰۰۷–اکنون                       |          |
| رزی هانتینگتون وایتلی | انگلستان                   | ۲۰۱۰–۲۰۱۱   | ۲۰۰۵        | ۲۰۰۶–۲۰۱۰                        |          |
| کاندیس سوانپول        | آفریقای جنوبی              | ۲۰۱۰–۲۰۱۸   | ۲۰۰۷        | ۲۰۰۷–اکنون                       |          |
| شانل ایمان            | آمریکا                     | ۲۰۱۰–۲۰۱۲   | ۲۰۰۸        | ۲۰۰۹–۲۰۱۱                        |          |
| ارین هیثرتون          | آمریکا                     | ۲۰۱۰–۲۰۱۳   | ۲۰۰۸        | ۲۰۰۸–۲۰۱۳                        |          |
| لی‌لی آلدریج           | آمریکا                     | ۲۰۱۰–۲۰۱۸   | ۲۰۰۸        | ۲۰۰۹–اکنون                       |          |
| لیندسی الینگسون       | آمریکا                     | ۲۰۱۱–۲۰۱۴   | ۲۰۰۶        | ۲۰۰۷–اکنون                       | [ nb ۴ ] |
| کارلی کلاوس           | آمریکا                     | ۲۰۱۳–۲۰۱۵   | ۲۰۱۱        | ۲۰۱۱–اکنون                       |          |
| مارتا هانت            | آمریکا                     | ۲۰۱۵–۲۰۱۹   | ۲۰۱۲        | ۲۰۱۳–اکنون                       | [ nb ۵ ] |
| تیلور هیل             | آمریکا                     | ۲۰۱۵–اکنون  | ۲۰۱۴        | ۲۰۱۴–اکنون                       | [ nb ۵ ] |
| السا هوسک             | سوئد                       | ۲۰۱۵–۲۰۲۰   | ۲۰۱۱        | ۲۰۱۱–اکنون                       | [ nb ۵ ] |
| مونیکا یاگاچاک        | لهستان                     | ۲۰۱۵–۲۰۱۶   | ۲۰۱۳        | ۲۰۱۳–۲۰۱۵                        | [ nb ۵ ] |
| استلا ماکسول          | نیوزیلند/ انگلستان/ ایرلند | ۲۰۱۵–اکنون  | ۲۰۱۴        | ۲۰۱۴–اکنون                       | [ nb ۵ ] |
| لایس ریبیرو           | برزیل                      | ۲۰۱۵–اکنون  | ۲۰۱۰        | ۲۰۱۰–۲۰۱۱; ۲۰۱۳–اکنون            | [ nb ۵ ] |
| سارا سامپایو          | پرتغال                     | ۲۰۱۵–اکنون  | ۲۰۱۲        | ۲۰۱۳–اکنون                       | [ nb ۵ ] |
| رومی استراید          | هلند                       | ۲۰۱۵–اکنون  | ۲۰۱۴        | ۲۰۱۴–اکنون                       | [ nb ۵ ] |
| یاسمین توکس           | آمریکا                     | ۲۰۱۵–اکنون  | ۲۰۱۲        | ۲۰۱۲–اکنون                       | [ nb ۵ ] |
| ژوزفین اسکرایور       | دانمارک                    | ۲۰۱۶–اکنون  | ۲۰۱۳        | ۲۰۱۳–اکنون                       | [ nb ۵ ] |
| باربارا پالوین        | مجارستان                   | ۲۰۱۹ تاکنون | ۲۰۱۱        | ۲۰۱۲• ۲۰۱۸ تاکنون                |          |